# Serra del Ginebral
La Serra del Ginebral és una serra situada al municipi de Rellinars a la comarca del Vallès Occidental, amb una elevació màxima de 535 metres.